# Accidente avioneta Mérida 2023
El accidente de avioneta en Mérida fue un accidente ocurrido el lunes 24 de julio de 2023 alrededor de las 19:00, a 300 metros del Aeródromo de Royanejos y a aproximadamente 1 km del embalse de Proserpina.
No fue hasta el día siguiente a las 12:00 que se supo del accidente, al haber caído en una finca privada de ganado. Se está investigando que es lo que ha podido pasar. 
En noviembre de 2014, ocurrió otro accidente de una aeronave similar en la zona donde hubo un herido grave.  

## Accidente
El lunes 24 de julio de 2023 por la tarde despegó la avioneta desde la ciudad de Valdunciel, Salamanca con destino al Aeródromo de Royanejos a 7 km de la ciudad de Mérida (España). El trayecto duró una hora y a escasos 300 m del destino, la avioneta tuvo un accidente en una finca privada de ganado. 
Según algunas fuentes, se especula que el accidente ocurrió la madrugada del martes y eso explica que no se supiera del accidente hasta la mañana siguiente.
No fue hasta las 12:00 de la mañana del día siguiente que llegó la primera llamada del accidente. Rápidamente llegaron los equipos de emergencia al lugar, sin embargo el único tripulante de la aeronave estaba calcinado. La avioneta se estrelló en una finca privada al norte del lago.